# Kamilla Rachimovová
Kamilla Rachimovová (rusky Камилла Станиславовна Рахимова, Kamilla Stanislavovna Rachimova, * 28. srpna 2001 Jekatěrinburg) je ruská profesionální tenistka. Ve své dosavadní kariéře na okruhu WTA Tour vyhrála tři turnaje ve čtyřhře. V sérii WTA 125 vybojovala jednu singlovou a dvě deblové trofeje. V rámci okruhu ITF získala osm titulů ve dvouhře a čtyři ve čtyřhře.
Na žebříčku WTA byla ve dvouhře nejvýše klasifikována v prosinci 2024 na 60. místě a ve čtyřhře v červnu 2025 na 62. místě. Trénuje ji Julija Pilčikovová.

## Tenisová kariéra
V rámci hlavních soutěží událostí okruhu ITF debutovala v dubnu 2016, když na turnaji v Šymkentu v Kazachstánu s dotací 10 tisíc dolarů postoupila z kvalifikace. Premiérový singlový titul na této úrovni tenisu vybojovala v únoru 2019 na stejném místě.

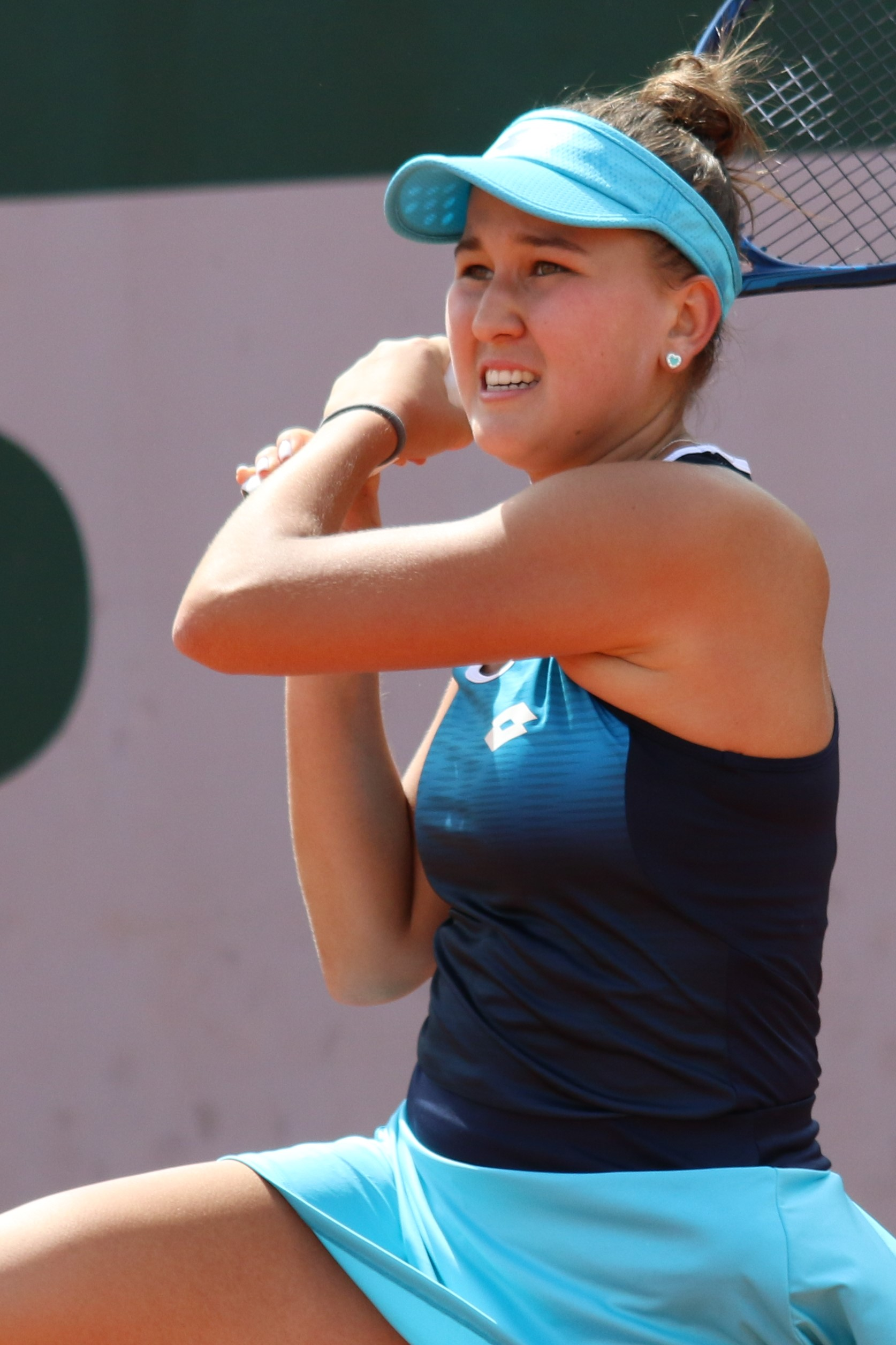
Bekhend na French Open 2022

Premiérovou událostí na okruhu WTA Tour se pro ni stal antukový Baltic Open 2019, na který obdržela divokou kartu. V prvním kole ji vyřadila další držitelka divoké karty, Lotyška Diāna Marcinkēvičová.
Debut v hlavní soutěži nejvyšší grandslamové kategorie zaznamenala na French Open 2020, netradičně hraném v podzimním termínu. Po zvládnuté tříkolové kvalifikaci, v níž na její raketě dohrála i nasazená jednička kvalifikačního pavouka Ann Liová, přehrála v úvodním kolo dvouhry čtvrtfinalistu měsíc starého newyorského majoru Shelby Rogersovou. Jednalo se o její vůbec první výhru na hlavním ženském okruhu. Ve druhém kole ji vyřadila Řekyně Maria Sakkariová.
První titul na okruhu WTA Tour vybojovala na Phillip Island Trophy 2021 v Melbourne, spadajícího do kategorie WTA 250, kde po boku Indky Ankity Rainové ovládla ženskou čtyřhru. Druhý titul na WTA Tour ve čtyřhře získala spolu s krajankou Natelou Dzalamidzeovou na turnaji v rakouském Linci v listopadu 2021.
Na US Open 2021 i 2022 postoupila do hlavní soutěže až jako šťastná poražená z kvalifikace. V roce 2021 došla, po výhrách nad Kristinou Mladenovicovou a třicátou druhou nasazenou krajankou Jekatěrinou Alexandrovovou, do třetího kola, v němž nestačila na turnajovou osmičku Barboru Krejčíkovou.

## Finále na okruhu WTA Tour

### Čtyřhra: 7 (3–4)
| Legenda            |
| ------------------ |
| Grand Slam (0)     |
| Turnaj mistryň (0) |
| WTA 1000 (0)       |
| WTA 500 (0–1)      |
| WTA 250 (3–3)      |

| Stav       | č. | datum              | turnaj               | kategorie | povrch    | spoluhráčka          | soupeřky ve finále                        | výsledek              |
| ---------- | -- | ------------------ | -------------------- | --------- | --------- | -------------------- | ----------------------------------------- | --------------------- |
| Vítězka    | 1. | 19. února 2021     | Melbourne, Austrálie | WTA 250   | tvrdý     | Ankita Rainová       | Anna Blinkovová Anastasija Potapovová     | 2–6, 6–4, [10–7]      |
| Finalistka | 1. | 25. července 2021  | Palermo, Itálie      | WTA 250   | antuka    | Natela Dzalamidzeová | Erin Routliffeová Kimberley Zimmermannová | 6–7(5–7), 6–4, [4–10] |
| Vítězka    | 2. | 12. listopadu 2021 | Linec, Rakousko      | WTA 250   | tvrdý (h) | Natela Dzalamidzeová | Wang Sin-jü Čeng Saj-saj                  | 6–4, 6–2              |
| Finalistka | 2. | 24. dubna 2022     | Istanbul, Turecko    | WTA 250   | antuka    | Natela Dzalamidzeová | Marie Bouzková Sara Sorribesová Tormová   | 3–6, 4–6              |
| Finalistka | 3. | 16. října 2022     | Kluž, Rumunsko       | WTA 250   | tvrdý (h) | Jana Sizikovová      | Laura Siegemundová Kirsten Flipkensová    | 3–6, 5–7              |
| Vítězka    | 3. | 7. dubna 2024      | Bogota, Kolumbie     | WTA 250   | antuka    | Cristina Bucșová     | Anna Bondárová Irina Chromačovová         | 7–6(7–5), 3–6, [10–8] |
| Finalistka | 4. | 15. září 2024      | Guadalajara, Mexiko  | WTA 500   | tvrdý     | Oxana Kalašnikovová  | Anna Danilinová Irina Chromačovová        | 6–2, 5–7, [7–10]      |

## Finále série WTA 125
| Legenda                  |
| ------------------------ |
| D – dvouhra; Č – čtyřhra |
| WTA 125 (1–1 D, 2–1 Č)   |

### Dvouhra: 2 (1–1)
| Stav       | č. | datum      | turnaj                  | povrch | soupeřka ve finále | výsledek           |
| ---------- | -- | ---------- | ----------------------- | ------ | ------------------ | ------------------ |
| Finalistka | 1. | srpen 2023 | Stanford, Spojené státy | tvrdý  | Wang Ja-fan        | 2–6, 0–6           |
| Vítězka    | 1. | září 2024  | Guadalajara, Mexiko     | tvrdý  | Tatjana Mariová    | 6–3, 6–7(5–7), 6–3 |

### Čtyřhra: 3 (2–1)
| Stav       | č. | datum         | turnaj          | povrch    | spoluhráčka            | soupeřky ve finále                     | výsledek         |
| ---------- | -- | ------------- | --------------- | --------- | ---------------------- | -------------------------------------- | ---------------- |
| Finalistka | 1. | červenec 2021 | Båstad, Švédsko | antuka    | Tereza Mihalíková      | Mirjam Björklundová Leonie Küngová     | 7–5, 3–6, [5–10] |
| Vítězka    | 1. | říjen 2022    | Rouen, Francie  | tvrdý (h) | Natela Dzalamidzeová   | Misaki Doiová Oxana Kalašnikovová      | 6–2, 7–5         |
| Vítězka    | 2. | říjen 2023    | Tampico, Mexiko | tvrdý     | Anastasija Tichonovová | Sabrina Santamariová Heather Watsonová | 7–6(7–5), 6–2    |

## Tituly na okruhu ITF
| Legenda                  | Legenda         |
| ------------------------ | --------------- |
| D – dvouhra; Č – čtyřhra |                 |
| Turnaje W100             | Turnaje W80     |
| Turnaje W75/W60          | Turnaje W50/W40 |
| Turnaje W35/W25          | Turnaje W15/W10 |

### Dvouhra (8 titulů)
| č. | datum         | turnaj               | kategorie | povrch    | soupeřka ve finále      | výsledek      |
| -- | ------------- | -------------------- | --------- | --------- | ----------------------- | ------------- |
| 1. | únor 2019     | Šymkent, Kazachstán  | W15       | tvrdý     | Anastasija Tichonovová  | 6–2, 6–3      |
| 2. | duben 2019    | Šymkent, Kazachstán  | W15       | tvrdý     | Tamara Čurovićová       | 6–2, 7–5      |
| 3. | duben 2019    | Andijan, Uzbekistán  | W25       | tvrdý     | Prandžala Jadlapalliová | 0–6, 6–1, 6–3 |
| 4. | červen 2019   | Fergana, Uzbekistán  | W25       | tvrdý     | Valerija Juščenkovová   | 6–1, 7–5      |
| 5. | říjen 2019    | Istanbul, Turecko    | W25       | tvrdý (h) | Pemra Özgenová          | 6–3, 5–7, 6–3 |
| 6. | srpen 2022    | Bronx, Spojené státy | W60       | tvrdý     | Mirjam Björklundová     | 6–2, 6–3      |
| 7. | listopad 2022 | Nantes, Francie      | W60       | tvrdý (h) | Wang Sin-jü             | 6–4, 6–4      |
| 7. | únor 2023     | Irapuato, Mexiko     | W60       | tvrdý     | Raluca Șerbanová        | 6–0, 1–6, 6–2 |

### Čtyřhra (6 titulů)
| č. | datum      | turnaj              | kategorie | povrch | spoluhráčka       | soupeřky ve finále                              | výsledek         |
| -- | ---------- | ------------------- | --------- | ------ | ----------------- | ----------------------------------------------- | ---------------- |
| 1  | září 2018  | Šymkent, Kazachstán | W15       | tvrdý  | Anna Hertelová    | Uljana Ajzatulinová Anna Jakovlevová            | 6–0, 7–6(7–0)    |
| 2. | duben 2019 | Šymkent, Kazachstán | W15       | tvrdý  | Vitalia Stamatová | Lee Eun-hye Sevil Juldaševová                   | 6–3, 7–6(4)      |
| 3. | srpen 2019 | Penza, Rusko        | W25       | tvrdý  | Vlada Kovalová    | Anastasija Gasanovová Ganna Pozničirenková      | 6–0, 6–3         |
| 4. | září 2019  | Meitar, Izrael      | W60       | tvrdý  | Sofja Lansereová  | Anastasija Gasanovová Valerija Strachovová      | 4–6, 6–4, [10–3] |
| 5. | únor 2020  | Káhira, Egypt       | W60       | tvrdý  | Marta Kosťuková   | Anastasija Šošynová Paula Kaniová               | 6–3, 2–6, [10–6] |
| 6. | únor 2020  | Moskva, Rusko       | W25       | tvrdý  | Sofja Lansereová  | Natela Dzalamidzeová Valentini Grammatikopoulou | 6–1, 3–6, [10–6] |